# Plaines d'Afram
Le district de Plaines d’Afram est l’un des 17 districts de la Région Orientale (Ghana).